# NGC 2446
NGC 2446 è una galassia a spirale situata nella costellazione della Lince, a una distanza di circa 277 milioni di anni luce dalla nostra Via Lattea.

## Scoperta
La galassia è stata scoperta il 10 febbraio 1831 dall'astronomo britannico John Herschel.

## Descrizione
NGC 2446 ha una classe di luminosità II e presenta una larga riga a 21 cm dell'idrogeno neutro.

## Supernova
Il 26 marzo 2014, all'interno di NGC 2446 è stata scoperta la supernova SN 2014ak da Zhijian Xu e Xing Gao. La supernova è stata classificata di tipo Ia.